# Erik von Detten
Erik Thomas von Detten (ur. 3 października 1982 w San Diego) – amerykański aktor.

## Życiorys
Urodził się w San Diego w Kalifornii jako syn fotografki Susan von Detten (z domu Farber) i Volkera von Dettena. Jego rodzina miała pochodzenie niemieckie, rosyjskie, żydowskie i angielskie. Ma trzy siostry – Dolly, Brittę i Andreę oraz brata Timothy’ego. Kiedy był małym dzieckiem, jego rodzina przeprowadziła się do dwupiętrowego domu w El Segundo w Kalifornii, gdzie uczęszczał do miejscowej publicznej szkoły podstawowej.
W wieku dziewięciu lat zdobył niewielką rolę w familijnej komedii romantycznej Spisek w Boze Narodzenie (All I Want for Christmas, 1991) z Harley Jane Kozak. Od 10 lipca 1992 do 27 maja 1993 występował w roli Nicholasa Alamaina w operze mydlanej NBC Dni naszego życia, za którą w 1994 był nominowany do Young Artist Award.
W kinowym hicie Disneya i wytwórni Pixar Toy Story (1995) użył swojego głosu w roli Sida Phillipsa, okrutnego sąsiada Andy’ego Davisa, który jest wrogiem zabawek. Od tego czasu Von Detten nawiązał stałą współpracę z Disneyem, zapewniając głosy dla Herkulesa (1997), Tarzana (1999) czy telewizyjnego spin-offu Legenda Tarzana (2001).
Rola Billy’ego Jacksona w telewizyjnej komedii fantasy Boże Narodzenie każdego dnia (Christmas Every Day, 1996) na podstawie książki Williama Deana Howellsa w reż. Larry’ego Peerce’a z Robertem Haysem przyniosła mu nominację do Young Artist Award za najlepszy występ w filmie telewizyjnym/miniserialu. Jako Wallace „Wally” Cleaver w telewizyjnej komedii familijnej Universal Pictures Wiercipięta (Leave It to Beaver, 1997) z Janine Turner był nominowany do Young Artist Award za najlepszy występ w filmie fabularnym dla młodego aktora drugoplanowego. Za rolę Clua Bella w przygodowym serialu familijnym To niesamowite (1999–2001) wraz z obsadą w 2000 i 2001 zdobył nominację do Young Artist Award dla najlepszego występu w serialu telewizyjnym. W kinowej adaptacji książki dla nastolatek Pamiętnik księżniczki (2001) w reżyserii Garry’ego Marshalla zagrał płytkiego przystojniaka, którego pożąda główna bohaterka grana przez Anne Hathaway.
21 września 2018 zawarł związek małżeński z Angelą Chen, z którą ma troje dzieci: córkę Claire Elizabeth (ur. 17 maja 2019) oraz dwóch synów – Thomasa Henry’ego (ur. 18 marca 2021) i Nicholasa (ur. 2022).

## Filmografia

### Filmy
- 1995: Superpies jako Matthew Swanson
- 1995: Toy Story jako Sid Phillips (głos)
- 1997: Wiercipięta jako Wallace „Wally” Cleaver
- 1997: Herkulesa jako chłopak (głos)
- 1999: Tarzana jako Flynt (głos)
- 2001: Wakacje. Żegnaj szkoło jako kapitan Brad Lawson (głos)
- 2001: Pamiętnik księżniczki jako Josh Bryant
- 2001: Jimmy Neutron: mały geniusz  – głosy
- 2002: Tarzan i Jane jako Flynt (głos)
- 2010: Toy Story 3 jako Sid Phillips (głos)

### Seriale
- 1992–1993: Dni naszego życia jako Nicholas Alamain
- 1994: Prawdziwe potwory jako Vic / twardy dzieciak (głos)
- 1995: Ostry dyżur jako Ben Larkin
- 1996: Świat według Ludwiczka – głosy
- 1996: Pan Rhodes jako Milo
- 1996: Siódme niebo jako Randy
- 1997: Meego jako Trip Parker
- 1997–2000: Byle do przerwy jako Erwin Lawson (głos)
- 1998: Dzika rodzinka jako dorastający jaguar (głos)
- 1999–2001: To niesamowite jako Clu Bell
- 2001: Słowami Ginger jako Dzieciak 2 (głos)
- 2001: Jak wychować tatę jako Brad Singer
- 2001: Legenda Tarzana jako Flynt (głos)
- 2002: Wczoraj jak dziś jako Gary Ross
- 2003: Prawo i porządek: sekcja specjalna jako Drew Lamerly
- 2003: Czarodziejki jako prezenter gazety
- 2004: 8 prostych zasad jako Erik
- 2005: Zwariowany świat Malcolma jako Brad
- 2006: Brenda i pan Whiskers – głosy
- 2007: Awatar: Legenda Aanga jako Chan (głos)
- 2008: Kości jako Ed Dekker
- 2009: Głowa rodziny jako Shovin' Buddy (głos)